# Nationalratswahlkreis Zürich-Südwest
Der Nationalratswahlkreis Zürich-Südwest war ein Wahlkreis bei Wahlen in den Schweizer Nationalrat. Er bestand von 1848 bis 1919 (Einführung des heute üblichen Proporzwahlrechts) und umfasste den südwestlichen Teil des Kantons Zürich.

## Wahlverfahren
Hierbei handelte es sich um einen Pluralwahlkreis. Dies bedeutet, dass zwar mehrere Sitze zu verteilen waren, jedoch das Majorzwahlrecht zur Anwendung gelangte. Im Sinne der romanischen Mehrheitswahl benötigte ein Kandidat die absolute Mehrheit der Stimmen, um gewählt zu werden. Zur Verteilung aller Sitze waren unter Umständen mehrere Wahlgänge notwendig. Jeder Wähler hatte so viele Stimmen, wie Sitze zu vergeben waren.

## Bezeichnung und Sitzzahl

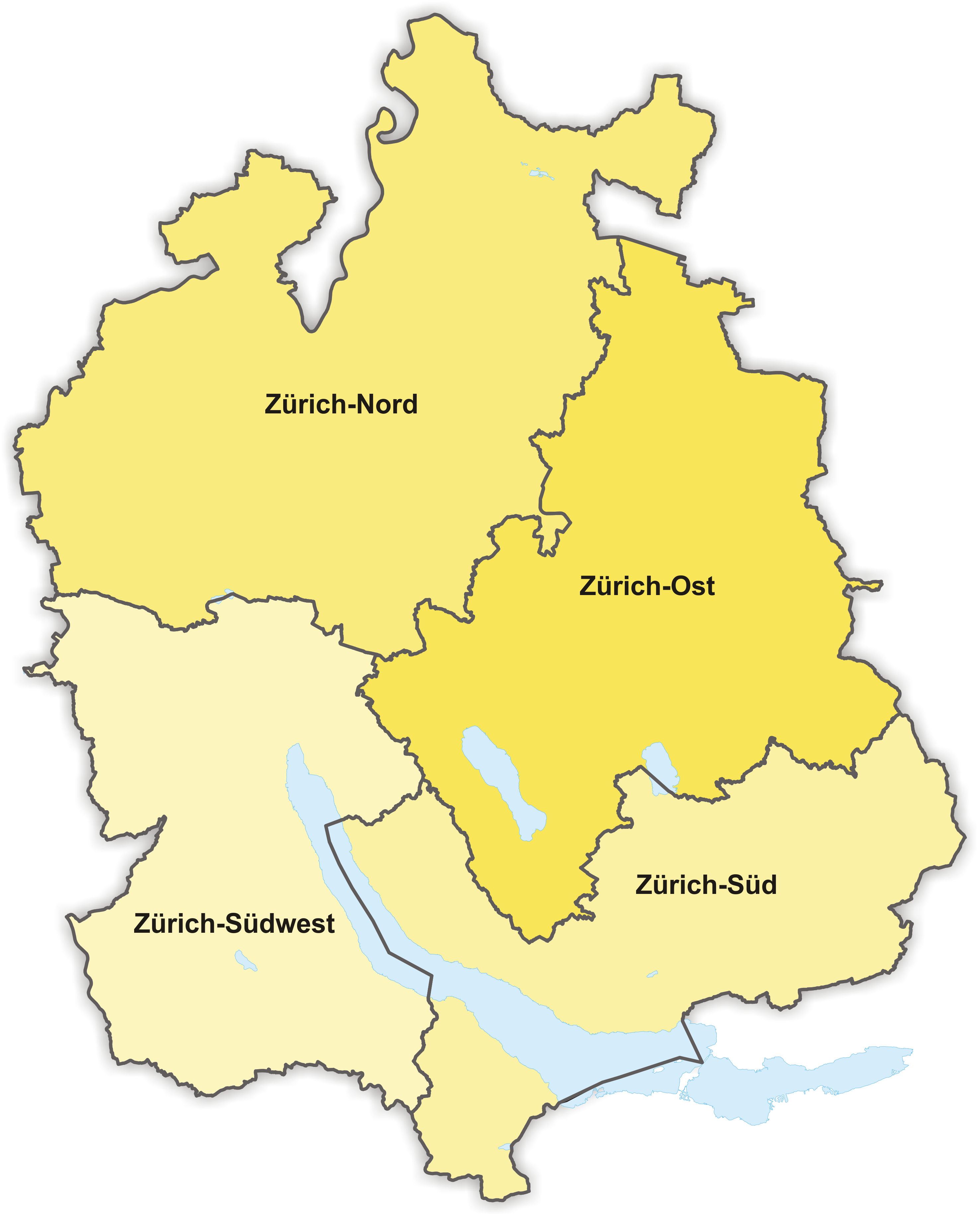
Wahlkreise Kanton Zürich 1848–1881

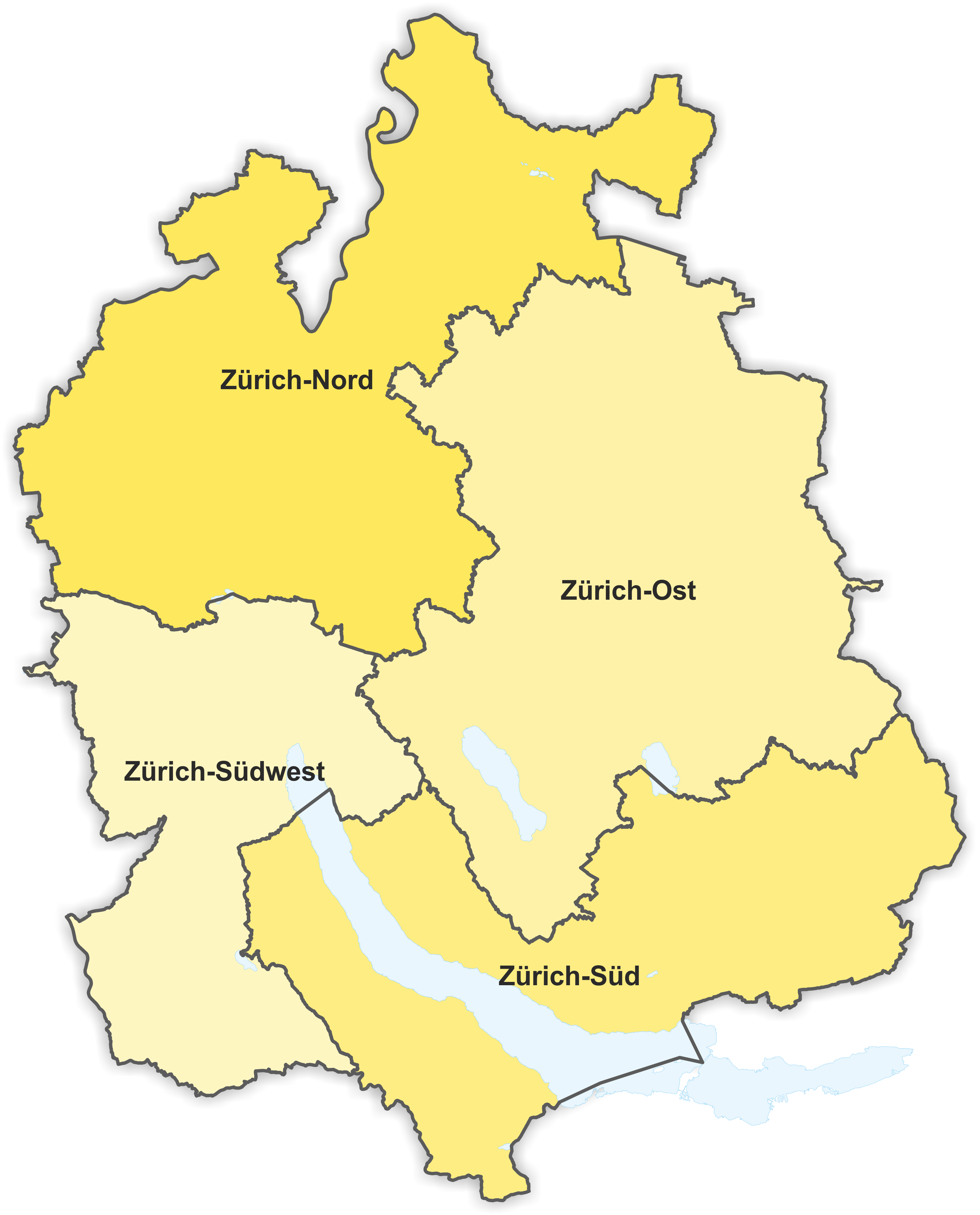
Wahlkreise Kanton Zürich 1881–1902

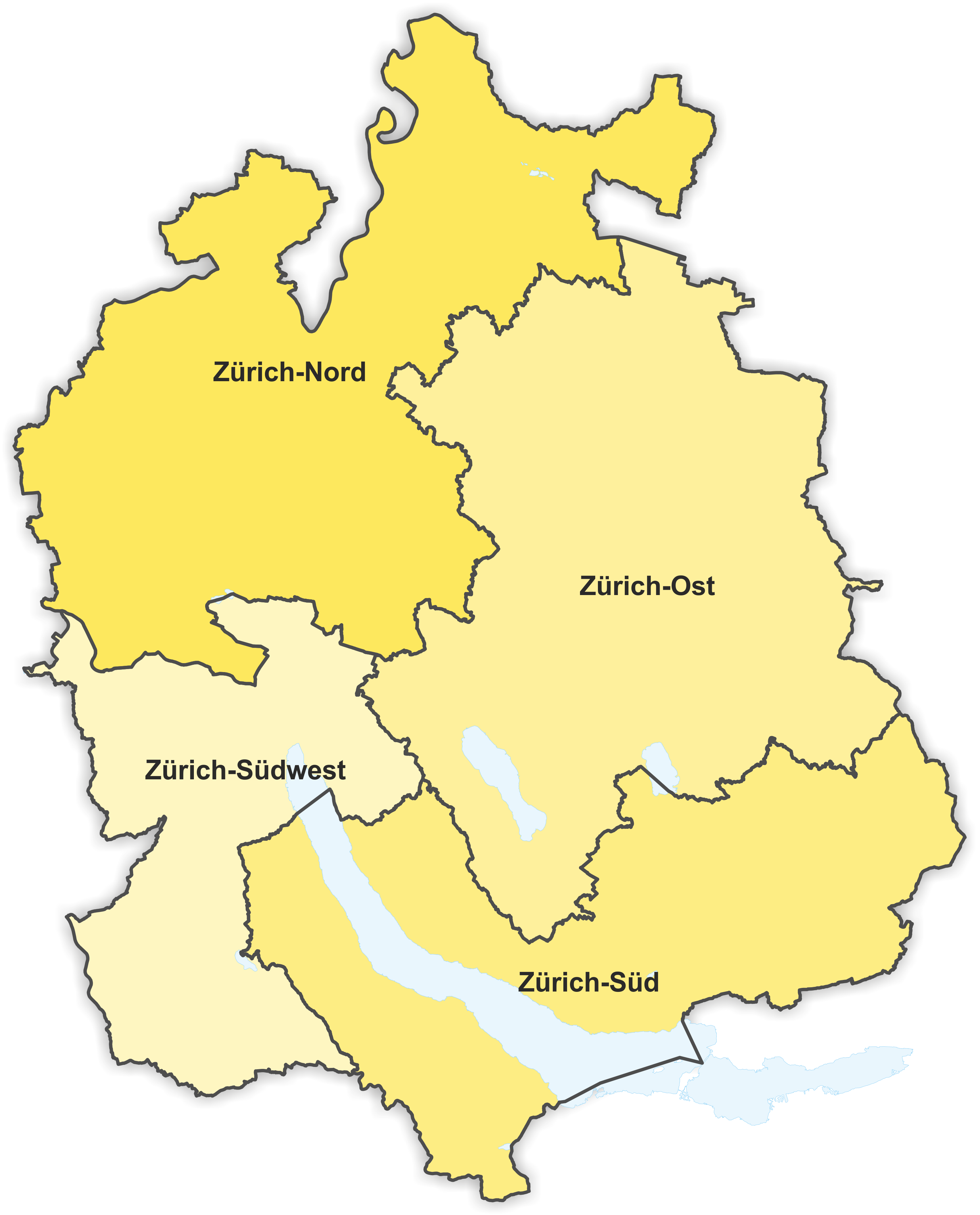
Wahlkreise Kanton Zürich 1902–1911

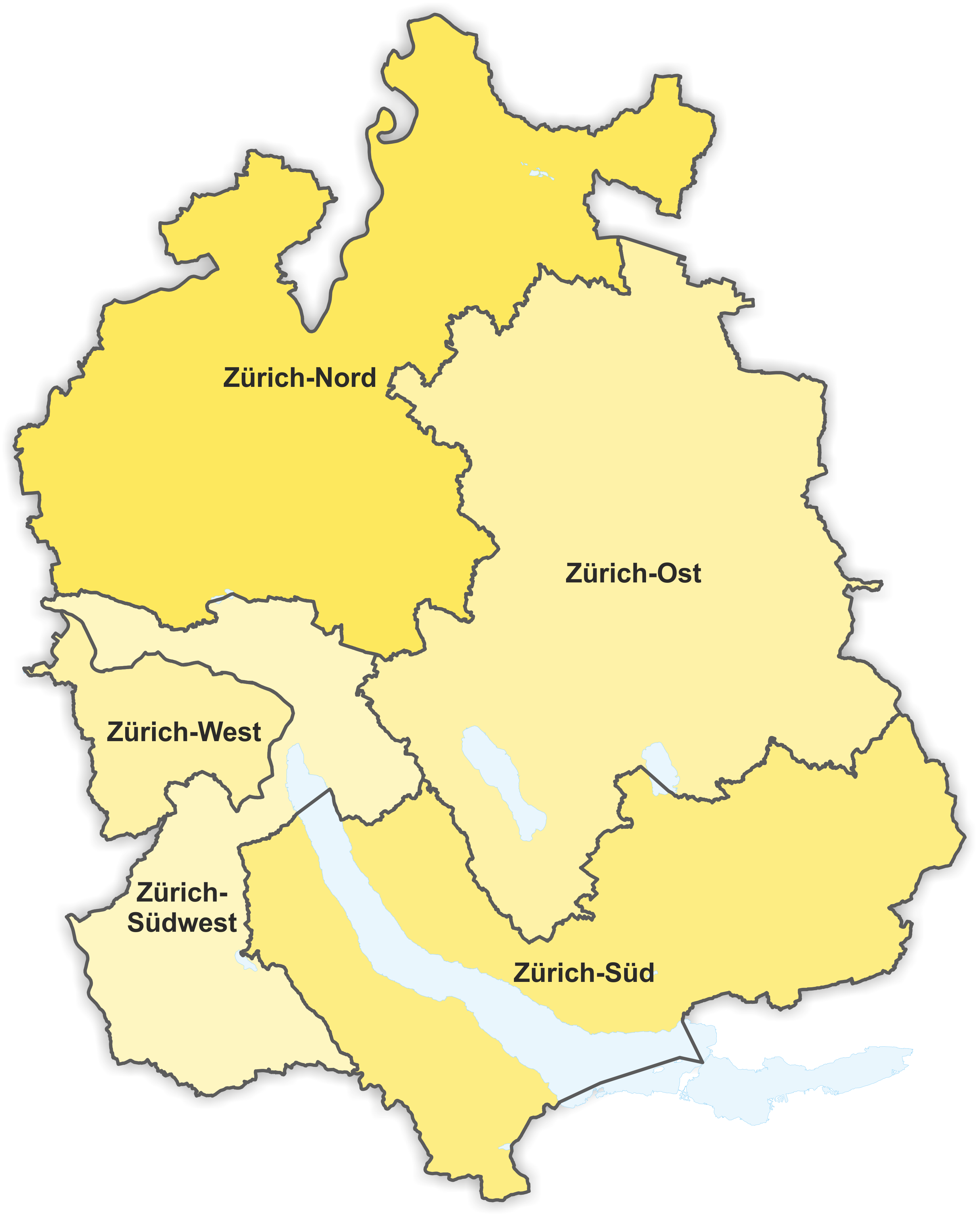
Wahlkreise Kanton Zürich 1911–1919

Zürich-Südwest ist eine inoffizielle geographische Bezeichnung. Im amtlichen Gebrauch üblich war eine über die gesamte Schweiz angewendete fortlaufende Nummerierung, geordnet nach der Reihenfolge der Kantone in der schweizerischen Bundesverfassung. Aufgrund der wechselnden Anzahl im Laufe der Jahre erhielten manche Wahlkreise mehrmals eine neue Nummer. Zürich-Südwest stand in dieser Ordnung stets an erster Stelle und trug ab 1851 (erstmalige Anwendung eines einheitlichen Bundesgesetzes) die Nummer 1.
Aufgrund der steigenden Bevölkerungszahl erhielt Zürich-Südwest bei Wahlkreisrevisionen mehrmals eine höhere Anzahl Sitze zugesprochen. 1911 wurde eine Teilung vorgenommen, wodurch sich die Sitzzahl verringerte.
- 1848: 3 Sitze
- 1851 bis 1869: 4 Sitze
- 1872 bis 1887: 5 Sitze
- 1890 bis 1899: 6 Sitze
- 1902 bis 1908: 9 Sitze
- ab 1911: 7 Sitze

## Ausdehnung
Das Gebiet des Wahlkreises wurde am 21. Dezember 1850 mit dem «Bundesgesetz betreffend die Wahl der Mitglieder des Nationalrathes» erstmals verbindlich festgelegt, wobei man den bereits 1848 von der Zürcher Kantonsregierung geschaffenen Wahlkreis unverändert übernahm. Er umfasste:
- den Bezirk Zürich
- den Bezirk Affoltern
- die Zünfte Thalwil und Horgen im Bezirk Horgen (entspricht den Gemeinden Adliswil, Hirzel, Horgen, Kilchberg, Langnau am Albis, Oberrieden, Rüschlikon und Thalwil)[2]

Mit dem «Bundesgesetz betreffend die Wahlen in den Nationalrath» vom 3. Mai 1881 erfolgte eine Verkleinerung, als die acht Gemeinden im Bezirk Horgen an den Wahlkreis Zürich-Süd übergingen. Der Wahlkreis umfasste neu:
- den Bezirk Zürich
- den Bezirk Affoltern

Eine weitere Verkleinerung gab es mit dem «Bundesgesetz betreffend die Nationalratswahlkreise» vom 4. Juni 1902, als der Kantonsratswahlkreis Höngg-Weiningen im Bezirk Zürich abgetrennt und dem Wahlkreis Zürich-Nord hinzugefügt wurde. Neu umfasste der Wahlkreis:
- den Bezirk Zürich ohne die Gemeinden Geroldswil, Höngg, Oberengstringen, Oetwil an der Limmat, Unterengstringen und Weiningen
- den Bezirk Affoltern

Zu einer letzten Gebietsveränderung kam es mit dem «Bundesgesetz betreffend die Nationalrathswahlkreise» vom 23. Juni 1911. Die sechs Gemeinden, die 1902 abgetrennt worden waren, gelangten zum Wahlkreis Zürich-Südwest zurück. Gleichzeitig bildeten mehrere Gemeinden im Limmattal sowie der westliche Teil der Stadt Zürich den neu geschaffenen Wahlkreis Zürich-West. Zürich-Südwest umfasste zuletzt:
- die Kreise I, II, IV und V der Stadt Zürich (Stadtgebiet vor 1934 ohne Aussersihl, Industriequartier und Wiedikon)
- im Bezirk Zürich darüber hinaus die Gemeinden Affoltern bei Zürich, Geroldswil, Höngg, Oberengstringen, Oerlikon, Oetwil an der Limmat, Seebach, Schwamendingen, Unterengstringen, Weiningen, Witikon und Zollikon
- den Bezirk Affoltern

1919 wurden die fünf Zürcher Wahlkreise zum heute noch bestehenden Nationalratswahlkreis Zürich zusammengelegt, in welchem das Proporzwahlrecht gilt.

## Nationalräte
- G = Gesamterneuerungswahl
- E = Ersatzwahl bei Vakanzen
- K = Komplimentswahl eines amtierenden Bundesrates
- B = Ergänzungswahl für einen Bundesrat

| Datum                            | Wahl | Gewählte | Gewählte | Partei |
| -------------------------------- | ---- | -------- | --- | ------ |
| 15.10.1848                       | G    |          | Alfred Escher, Georg Joseph Sidler, Johann Jakob Wieland                                                                                    | FL     |
|                                  |      |          | |        |
| 11.02.1849                       | E    |          | Jakob Dubs | FL     |
|                                  |      |          | |        |
| 26.10.1851 09.11.1851            | G    |          | Jakob Dubs, Alfred Escher, Jonas Furrer (K), Georg Joseph Sidler                                                                            | FL     |
|                                  |      |          | |        |
| 07.03.1852                       | B    |          | Johann Jakob Treichler | DL     |
|                                  |      |          | |        |
| 29.10.1854 12.11.1854            | G    |          | Johann Jakob Treichler | DL     |
| 29.10.1854 12.11.1854            | G    |          | Alfred Escher, Heinrich Hüni, Georg Joseph Sidler                                                                                           | FL     |
|                                  |      |          | |        |
| 25.10.1857 08.11.1857 22.11.1857 | G    |          | Alfred Escher, Heinrich Hüni, Georg Joseph Sidler, Johann Jakob Treichler                                                                   | FL     |
|                                  |      |          | |        |
| 28.10.1860 11.11.1860            | G    |          | Paul Carl Eduard Ziegler | ER     |
| 28.10.1860 11.11.1860            | G    |          | Alfred Escher, Georg Joseph Sidler, Johann Jakob Treichler                                                                                  | LM     |
|                                  |      |          | |        |
| 23.06.1861                       | B    |          | Johann Stapfer | ER     |
|                                  |      |          | |        |
| 25.10.1863                       | G    |          | Paul Carl Eduard Ziegler | ER     |
| 25.10.1863                       | G    |          | Jakob Dubs (K), Alfred Escher, Johann Jakob Treichler                                                                                       | LM     |
|                                  |      |          | |        |
| 17.01.1864                       | B    |          | Johann Stapfer | ER     |
|                                  |      |          | |        |
| 28.10.1866 18.11.1866            | G    |          | Hans Rudolf Zangger | DL     |
| 28.10.1866 18.11.1866            | G    |          | Jakob Dubs (K), Alfred Escher, Johann Jakob Treichler                                                                                       | LM     |
|                                  |      |          | |        |
| 23.12.1866 06.01.1867 20.01.1867 | B    |          | Rudolf Stehli | LM     |
|                                  |      |          | |        |
| 29.03.1868                       | E    |          | Alfred Escher | LM     |
|                                  |      |          | |        |
| 31.10.1869                       | G    |          | Jakob Dubs (K), Alfred Escher, Eduard Suter, Johann Jakob Widmer                                                                            | LM     |
|                                  |      |          | |        |
| 09.01.1870                       | B    |          | Eugen Escher | LM     |
|                                  |      |          | |        |
| 15.10.1871 29.10.1871 12.11.1871 | E    |          | Johann Jakob Schäppi | DP     |
|                                  |      |          | |        |
| 27.10.1872 10.11.1872            | G    |          | Alfred Escher, Wilhelm Hertenstein, Melchior Römer, Heinrich Studer, Johann Jakob Widmer                                                    | LM     |
|                                  |      |          | |        |
| 31.10.1875 10.11.1875            | G    |          | Alfred Escher, Wilhelm Hertenstein, Melchior Römer, Heinrich Studer, Johann Jakob Widmer                                                    | LM     |
|                                  |      |          | |        |
| 27.10.1878                       | G    |          | Kaspar Baumann-Zürrer, Alfred Escher, Melchior Römer, Johannes Ryf, Johann Jakob Widmer                                                     | LM     |
|                                  |      |          | |        |
| 02.02.1879 16.02.1879            | E    |          | Jakob Pfenninger | DP     |
|                                  |      |          | |        |
| 30.10.1881                       | G    |          | Kaspar Baumann-Zürrer, Alfred Escher, Wilhelm Hertenstein (K), Melchior Römer, Johannes Ryf                                                 | LM     |
|                                  |      |          | |        |
| 15.01.1882                       | B    |          | Ulrich Meister jr. | LM     |
|                                  |      |          | |        |
| 21.01.1883                       | E    |          | Conrad Cramer-Frey | LM     |
|                                  |      |          | |        |
| 26.10.1884 09.11.1884            | G    |          | Arnold Syfrig | DP     |
| 26.10.1884 09.11.1884            | G    |          | Conrad Cramer-Frey, Wilhelm Hertenstein (K), Ulrich Meister jr., Melchior Römer                                                             | LM     |
|                                  |      |          | |        |
| 11.01.1885                       | B    |          | Johann Jakob Schäppi | DP     |
|                                  |      |          | |        |
| 30.10.1887 09.11.1887            | G    |          | Johann Jakob Schäppi, Arnold Syfrig | DP     |
| 30.10.1887 09.11.1887            | G    |          | Conrad Cramer-Frey, Wilhelm Hertenstein (K), Ulrich Meister jr.                                                                             | LM     |
|                                  |      |          | |        |
| 22.01.1888                       | B    |          | Arnold Bürkli | LM     |
|                                  |      |          | |        |
| 26.10.1890 09.11.1890 23.11.1890 | G    |          | Theodor Curti, Johann Jakob Schäppi | DP     |
| 26.10.1890 09.11.1890 23.11.1890 | G    |          | Arnold Bürkli, Conrad Cramer-Frey, Hans Konrad Pestalozzi                                                                                   | LM     |
| 26.10.1890 09.11.1890 23.11.1890 | G    |          | Jakob Vogelsanger | SP     |
|                                  |      |          | |        |
| 20.03.1892                       | E    |          | Ulrich Meister jr. | LM     |
|                                  |      |          | |        |
| 29.10.1893                       | G    |          | Theodor Curti, Johann Jakob Schäppi | DP     |
| 29.10.1893                       | G    |          | Conrad Cramer-Frey, Ulrich Meister jr., Hans Konrad Pestalozzi                                                                              | LM     |
| 29.10.1893                       | G    |          | Jakob Vogelsanger | SP     |
|                                  |      |          | |        |
| 25.10.1896 15.11.1896 06.12.1896 | G    |          | Jakob Vogelsanger | DP     |
| 25.10.1896 15.11.1896 06.12.1896 | G    |          | Jakob Amsler, Ulrich Meister jr., Johann Jakob Schäppi                                                                                      | FDP    |
| 25.10.1896 15.11.1896 06.12.1896 | G    |          | Conrad Cramer-Frey, Hans Konrad Pestalozzi                                                                                                  | LM     |
|                                  |      |          | |        |
| 29.10.1899                       | G    |          | Jakob Amsler, Ulrich Meister jr., Emil Zürcher                                                                                              | FDP    |
| 29.10.1899                       | G    |          | Conrad Kramer-Frey, Hans Konrad Pestalozzi                                                                                                  | LM     |
| 29.10.1899                       | G    |          | Jakob Vogelsanger | SP     |
|                                  |      |          | |        |
| 28.01.1900                       | E    |          | Alfred Frey | FDP    |
|                                  |      |          | |        |
| 26.10.1902                       | G    |          | Friedrich Fritschi | DP     |
| 26.10.1902                       | G    |          | Jakob Amsler, Alfred Frey, Albert Studler, Emil Zürcher                                                                                     | FDP    |
| 26.10.1902                       | G    |          | Ulrich Meister jr., Hans Konrad Pestalozzi                                                                                                  | LM     |
| 26.10.1902                       | G    |          | Herman Greulich, Jakob Vogelsanger | SP     |
|                                  |      |          | |        |
| 29.10.1905                       | G    |          | Jakob Amsler, Walter Bissegger, Alfred Frey, Theodor Frey, Friedrich Fritschi, Jakob Lutz, Ulrich Meister jr., Albert Studler, Emil Zürcher | FDP    |
|                                  |      |          | |        |
| 25.10.1908 15.11.1908            | G    |          | Walter Bissegger, Alfred Frey, Theodor Frey, Friedrich Fritschi, Jakob Lutz, Ulrich Meister jr., Albert Studler, Emil Zürcher               | FDP    |
| 25.10.1908 15.11.1908            | G    |          | Herman Greulich | SP     |
|                                  |      |          | |        |
| 12.06.1910                       | E    |          | Johann Jakob Hauser | FDP    |
|                                  |      |          | |        |
| 29.10.1911                       | G    |          | Robert Billeter, Walter Bissegger, Alfred Frey, Friedrich Fritschi, Johann Jakob Hauser, Jakob Lutz, Emil Zürcher                           | FDP    |
|                                  |      |          | |        |
| 31.08.1913                       | E    |          | Robert Schmid | FDP    |
|                                  |      |          | |        |
| 25.10.1914                       | G    |          | Robert Billeter, Walter Bissegger, Alfred Frey, Friedrich Fritschi, Jakob Lutz, Robert Schmid, Emil Zürcher                                 | FDP    |
|                                  |      |          | |        |
| 27.06.1915                       | E    |          | Albert Meyer | FDP    |
|                                  |      |          | |        |
| 22.04.1917 13.05.1917            | E    |          | John Syz | FDP    |
|                                  |      |          | |        |
| 28.10.1917                       | G    |          | Alfred Frey, Friedrich Fritschi, Jakob Lutz, Albert Meyer, Robert Schmid, John Syz, Emil Zürcher                                            | FDP    |

## Quelle
- Erich Gruner: Die Wahlen in den Schweizerischen Nationalrat 1848–1919. Band 3. Francke Verlag, Bern 1978, ISBN 3-7720-1445-3.